# Dominante passagère
En harmonie tonale, on appelle dominante passagère, un type d'accord d'emprunt consistant en un accord de septième ou de neuvième de dominante étranger à une tonalité donnée, qui s'enchaîne exceptionnellement sur un accord appartenant à cette tonalité.
Un tel accord d'emprunt est appelé également, dominante secondaire, dominante intermédiaire ou encore, dominante d'emprunt. Dans le jargon jazz, plusieurs musiciens emploient le terme cinq de...

## Généralités
Une dominante passagère est donc un accord de dominante placé ailleurs que sur le Ve degré, qui fait un enchaînement naturel — par pas de quarte ascendante, donc — sur un bon ou un meilleur degré, sans que l'auditeur ne perçoive cet enchaînement comme une modulation passagère.
- Une dominante passagère peut être indifféremment employée avec ou sans fondamentale, et sa quinte peut être éventuellement altérée.

- Un tel enchaînement étant dérivé de la cadence parfaite, la quinte de l'accord produit par la dominante passagère doit être une quinte juste : en conséquence, l'accord placé sur le IIe degré du mode mineur ou sur le VIIe degré du mode majeur ne peut être introduit par une dominante passagère.

- La différence entre une modulation passagère et l'enchaînement d'une dominante passagère sur un degré non altéré n'est pas toujours facile à discerner. La dominante passagère cependant se trouve le plus souvent sur temps faible — ou partie faible de temps —, et n'a d'autre fonction que de mettre en relief le degré qui lui succède. Une dominante passagère placée sur temps fort serait en effet perçue comme une modulation passagère, excepté le cas où plusieurs d'entre elles se succèdent par « cascades de quintes » (exemple I).

## Degrés pouvant recevoir une dominante passagère
Dans le mode majeur, les degrés pouvant être précédés d'une dominante passagère sont : le IIe, le IVe, le Ve, le VIe, plus rarement, le IIIe. Les dominantes passagères peuvent donc être placées sur les degrés suivants : le Ier, le IIe, le IIIe, le VIe, plus rarement, le VIIe (exemples A, B, C, D & E).
Dans le mode mineur, les degrés pouvant être précédés d'une dominante passagère sont : le IVe et le Ve — le IIe ne peut être retenu à cause de sa quinte qui est diminué ; les degrés III, VI et VII, faisant intervenir la sous-tonique, risqueraient de faire moduler dans la tonalité relative majeure. Les dominantes passagères peuvent donc être placées sur les degrés suivants : le Ier et le IIe (exemples F & G).
- La dominante passagère la plus souvent employée dans les deux modes, est celle du IIe degré, afin d'introduire la dominante — il s'agit dans ce cas de la « dominante de la dominante » d'une tonalité. Remplissant alors le rôle d'un accord préparatoire, celle-ci peut à ce titre, se trouver sur temps fort (exemple H).

- Par ailleurs, les dominantes passagères peuvent s'enchaîner les unes aux autres par « cascades de quintes », chacune d'elles étant produite par la précédente, tout en étant accord préparatoire de la suivante (exemple I).

- Exemples :